# 니아게바촌
후타쓰이정 니아게바 (二ツ井町荷上場)은 아키타현 노시로시의 오아자이다. 2016년 3월 31일 인구는 941명. 우편번호 018-3103.

## 역사
- 1889년 4월 1일 - 정촌제 시행과 함께 주변의 촌을 합병해 니아게바촌이 성립해 형성하였다.
- 1955년 3월 25일 -  도미네촌, 다네우메촌과 합병해 새로운 후타쓰이정이 성립해 오아사 니아게바가 되었다.
- 2006년 3월 21일 - 후타쓰이정이 노시로시과 합병해 새로운 노시로시가 성립해 오아사 후타쓰이정 니아게바가 되었다.

## 교통

### 도로
- 국도 7호선

1. ↑  “2016년 노시로시의 추계(PDF)” (일본어). 노시로시. 2017년 5월 23일. 2017년 7월 23일에 확인함.[깨진 링크(과거 내용 찾기)]
2. ↑  “지역 번호 목록”. 총무성. 2017년 5월 29일에 확인함.